# Liste der Straßen und Plätze im 5. Arrondissement (Paris)
Diese Liste führt alle Straßen und Plätze im 5. Arrondissement von Paris auf.

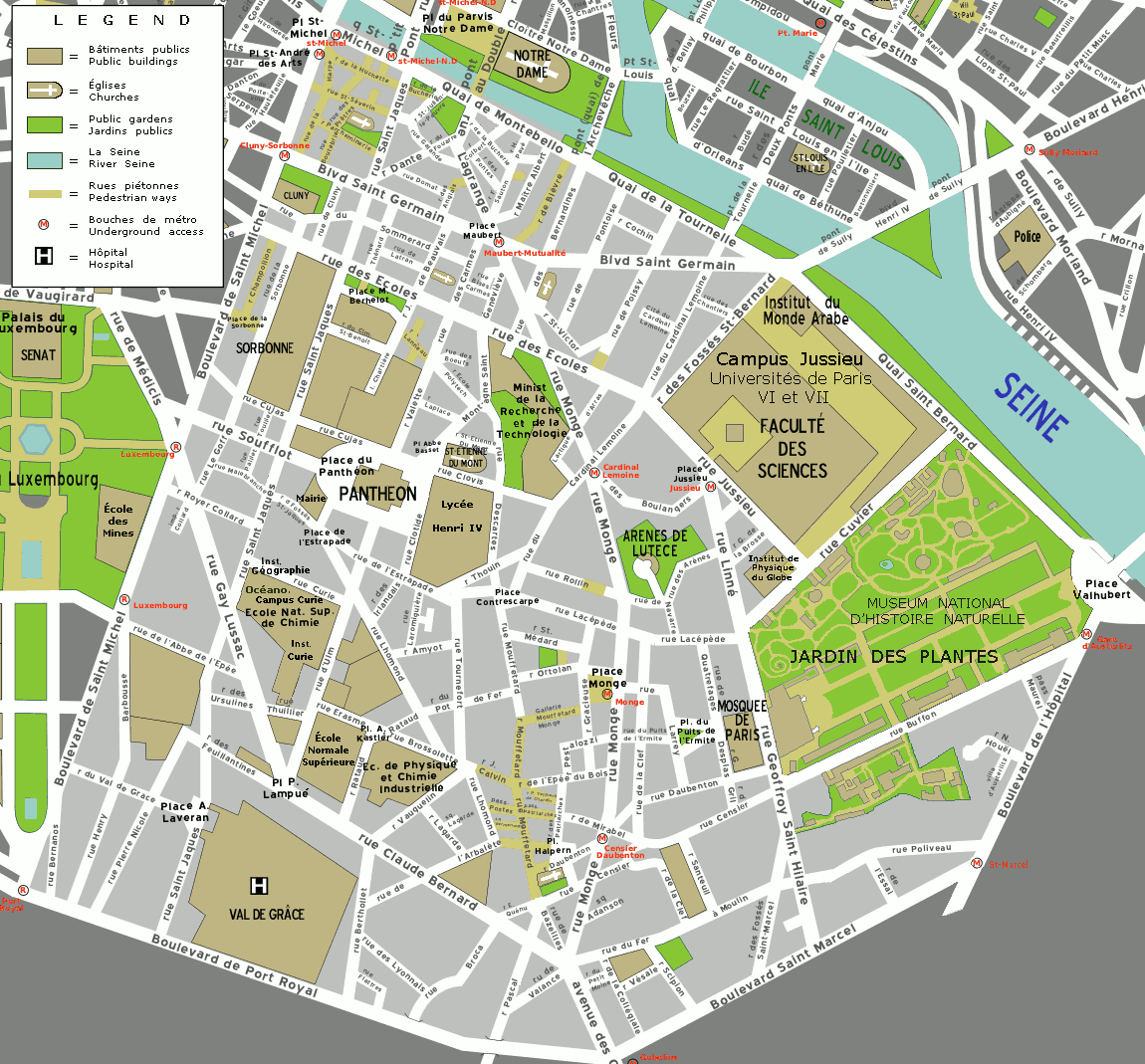
Plan des 5. Arrondissements von Paris

## Liste

### A

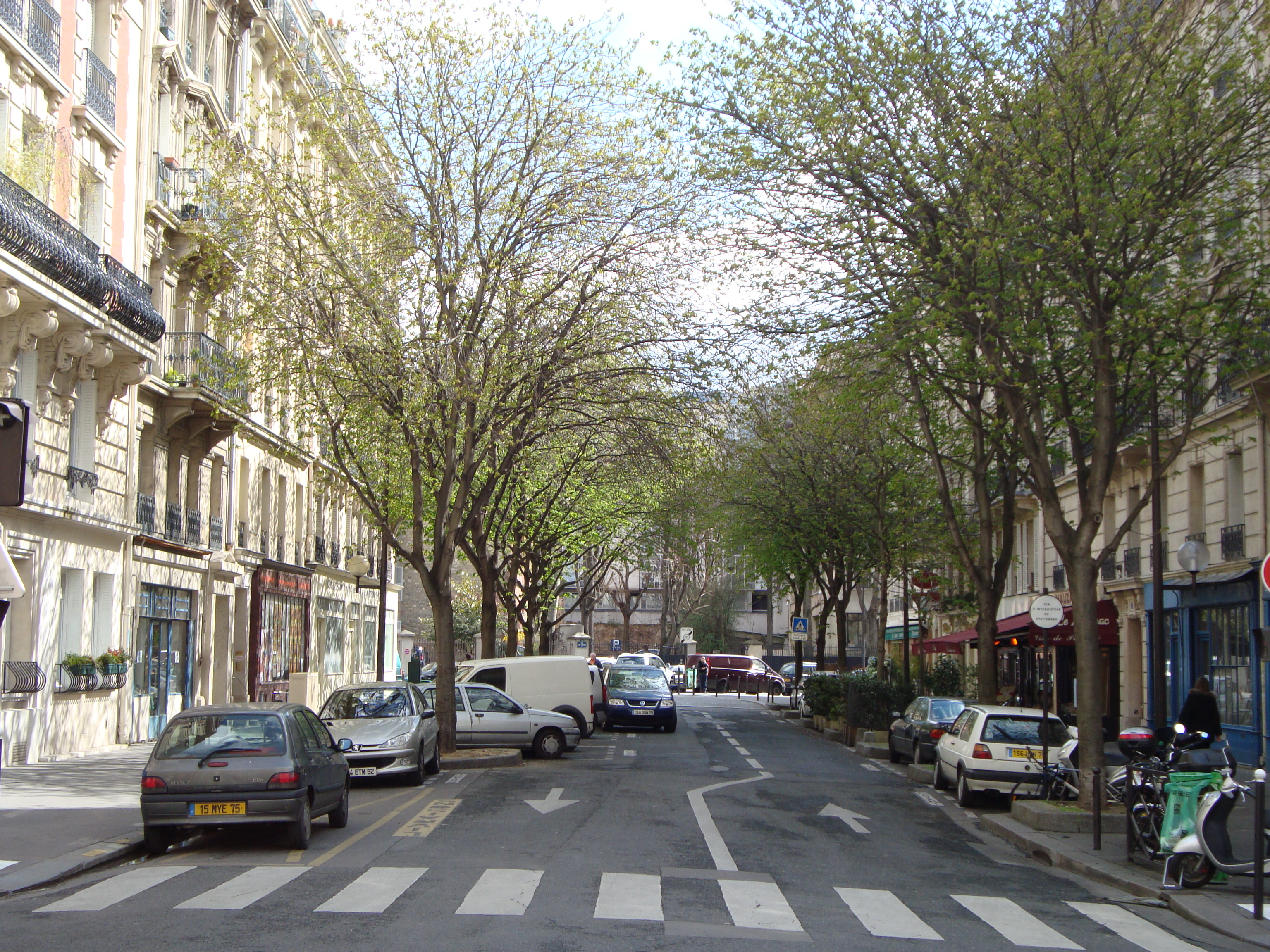
Rue de l’Abbé-de-l’Épée

- Place de l’Abbé-Basset
- Rue de l’Abbé-de-l’Épée
- Square Adanson
- Place Alfred-Kastler
- Place Alphonse-Laveran
- Rue Amyot
- Rue des Anglais
- Rue de l’Arbalète
- Pont de l’Archevêché
- Rue des Arènes
- Rue d’Arras
- Cité d’Austerlitz
- Pont d’Austerlitz

### B

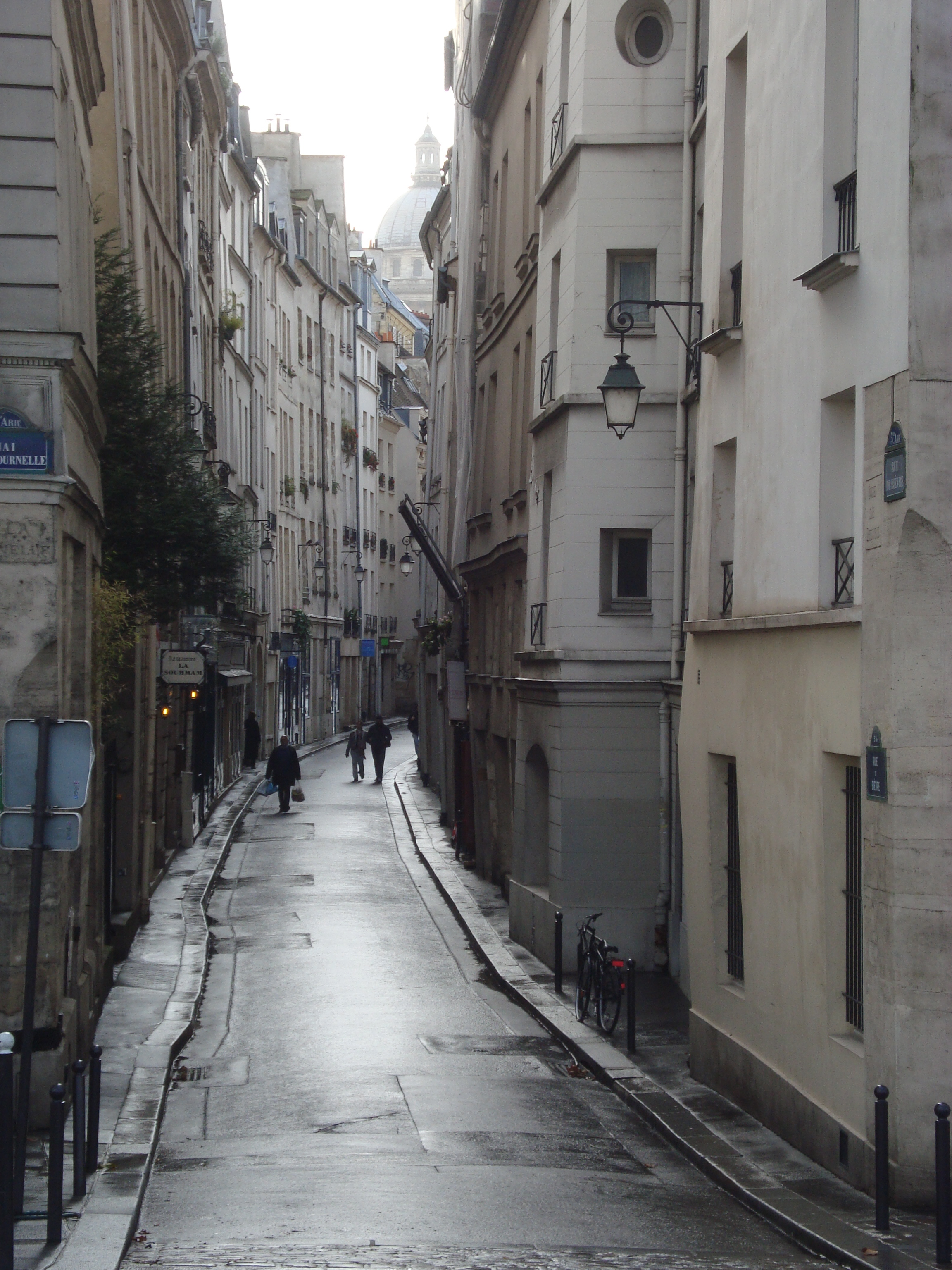
Rue de Bièvre

- Voie B/5
- Rue Basse-des-Carmes
- Rue de Bazeilles
- Place Benjamin-Fondane
- Place Bernard-Halpern
- Rue des Bernardins
- Rue Berthollet
- Rue de Bièvre
- Rue Blainville
- Impasse des Bœufs
- Rue des Boulangers
- Rue Boutebrie
- Impasse Bouvart
- Rue Broca
- Rue de la Bûcherie
- Rue Buffon

### C

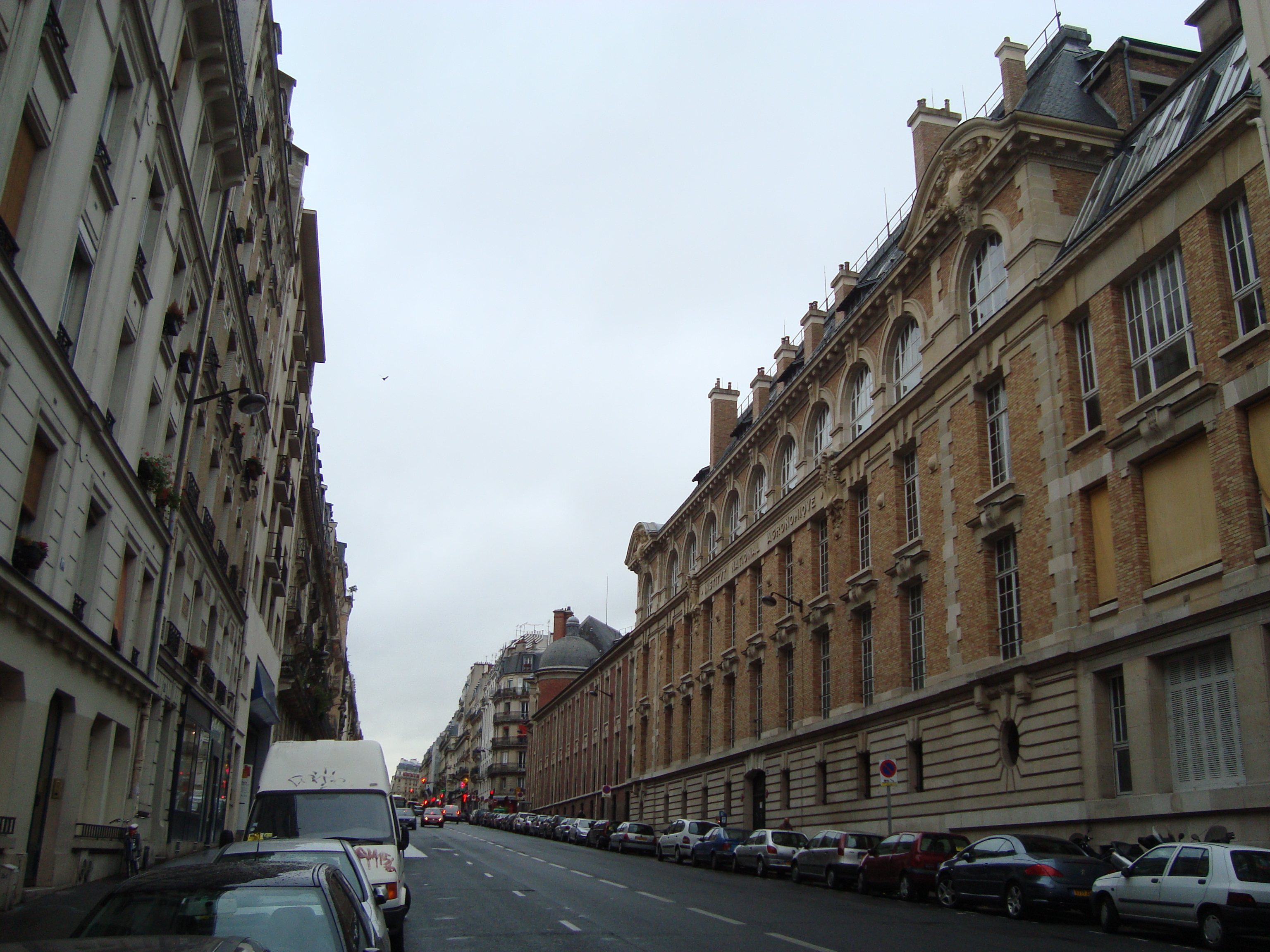
Rue Claude-Bernard

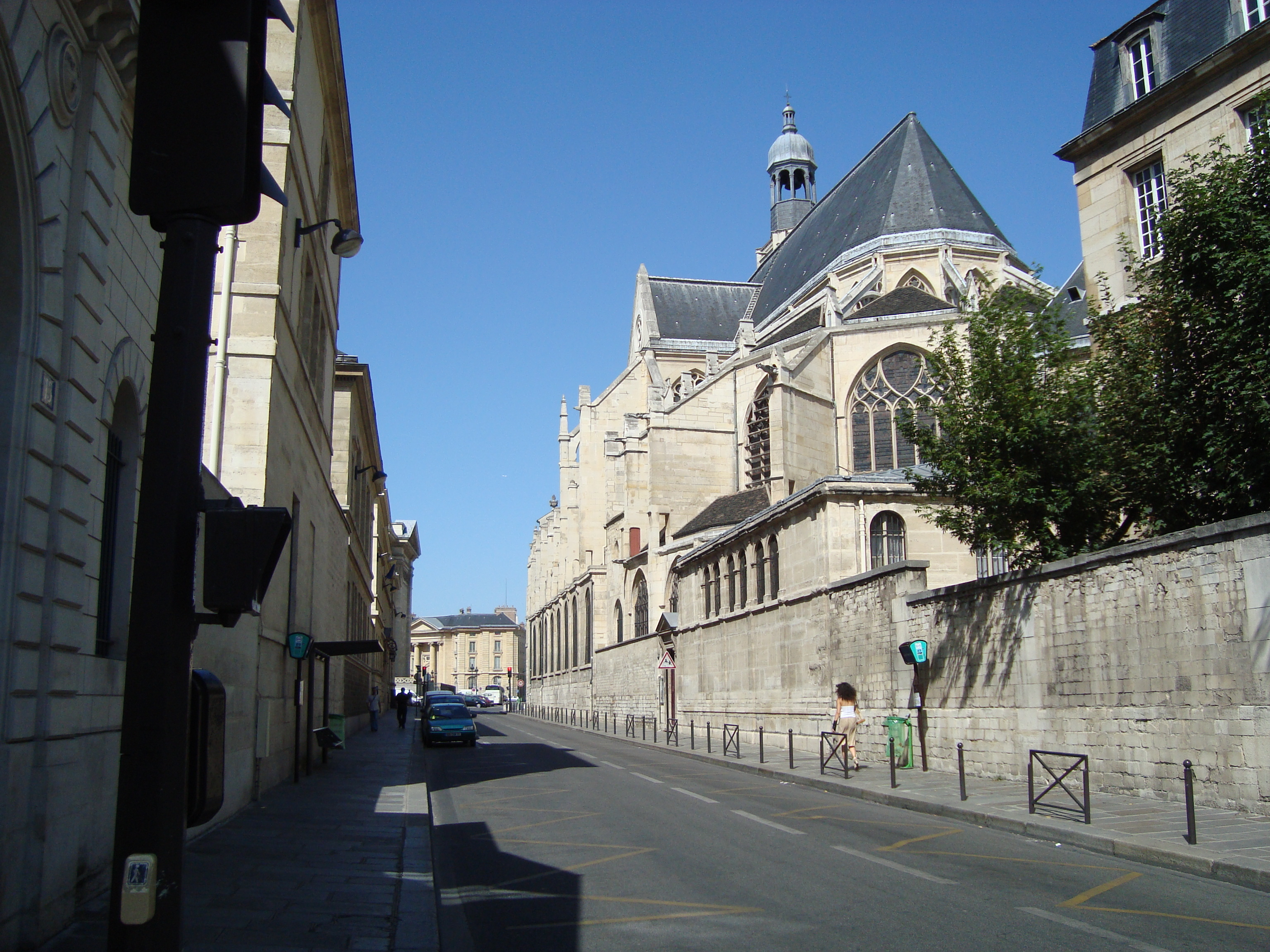
Rue Clovis und Kirche Saint-Étienne-du-Mont

- Rue de Candolle
- Cité du Cardinal Lemoine
- Rue du Cardinal Lemoine
- Rue des Carmes
- Rue Censier
- Rue Champollion
- Rue des Chantiers
- Impasse Chartière
- Rue du Chat qui Pêche
- Rue du Cimetière Saint-Benoist
- Rue Claude-Bernard
- Rue de la Clef
- Passage du Clos-Bruneau
- Rue Clotaire
- Rue Clotilde
- Rue Clovis
- Rue de Cluny
- Rue Cochin
- Rue de la Collégiale
- Place de la Contrescarpe
- Rue Cujas
- Rue Cuvier

### D
- Voie D/5
- Rue Dante
- Rue Daubenton
- Rue Descartes
- Rue Dolomieu
- Rue Domat
- Pont au Double
- Rue Du Sommerard

### E

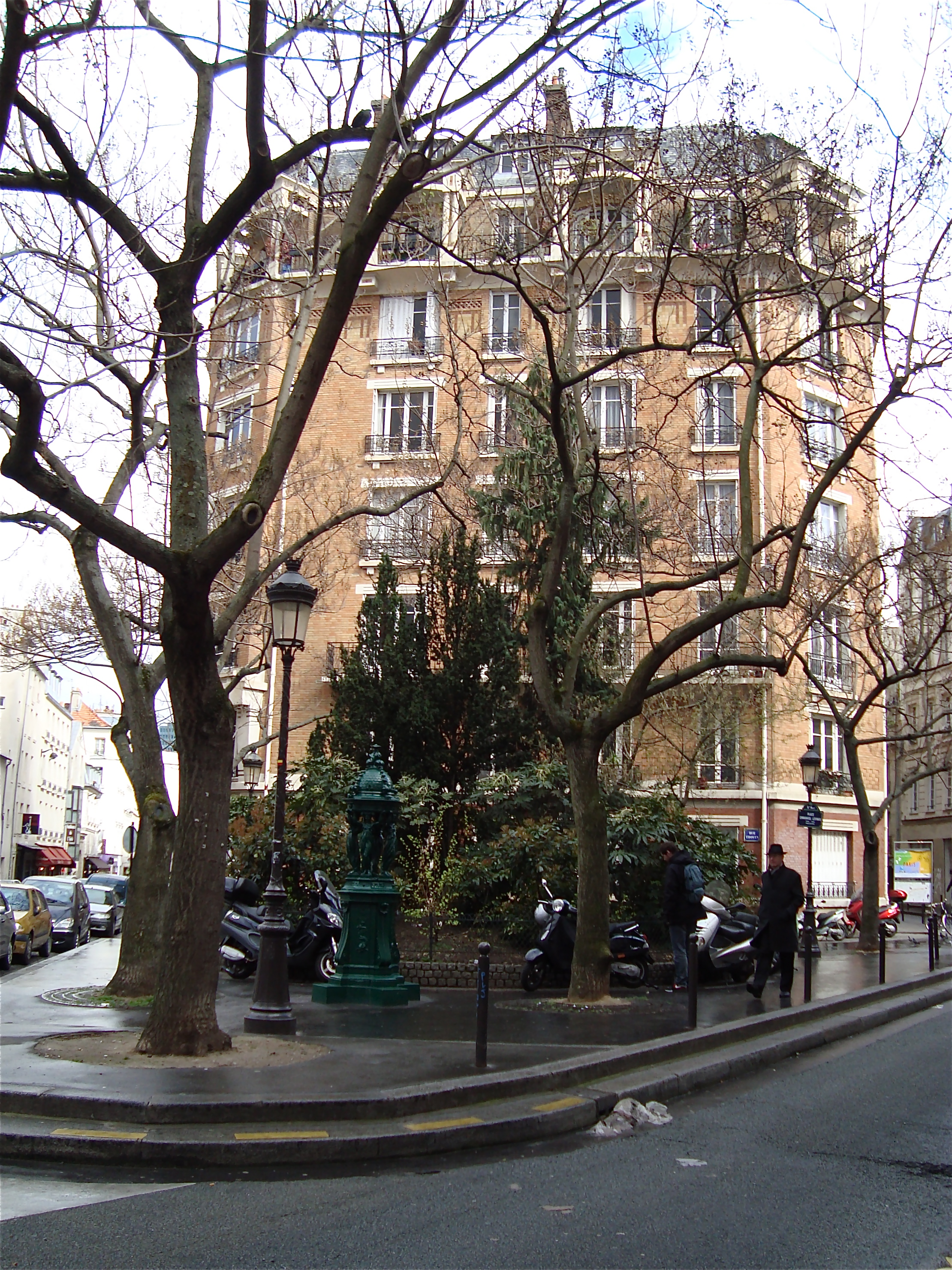
Place Emmanuel-Levinas

- Rue de l’École-Polytechnique
- Rue des Écoles
- Rue d’Écosse
- Rue Édouard-Quénu
- Place Émile-Mâle
- Place de l’Émir-Abdelkader
- Place Emmanuel-Levinas
- Rue de l’Épée-de-Bois
- Rue Érasme
- Rue de l’Essai
- Place de l’Estrapade
- Rue de l’Estrapade

### F

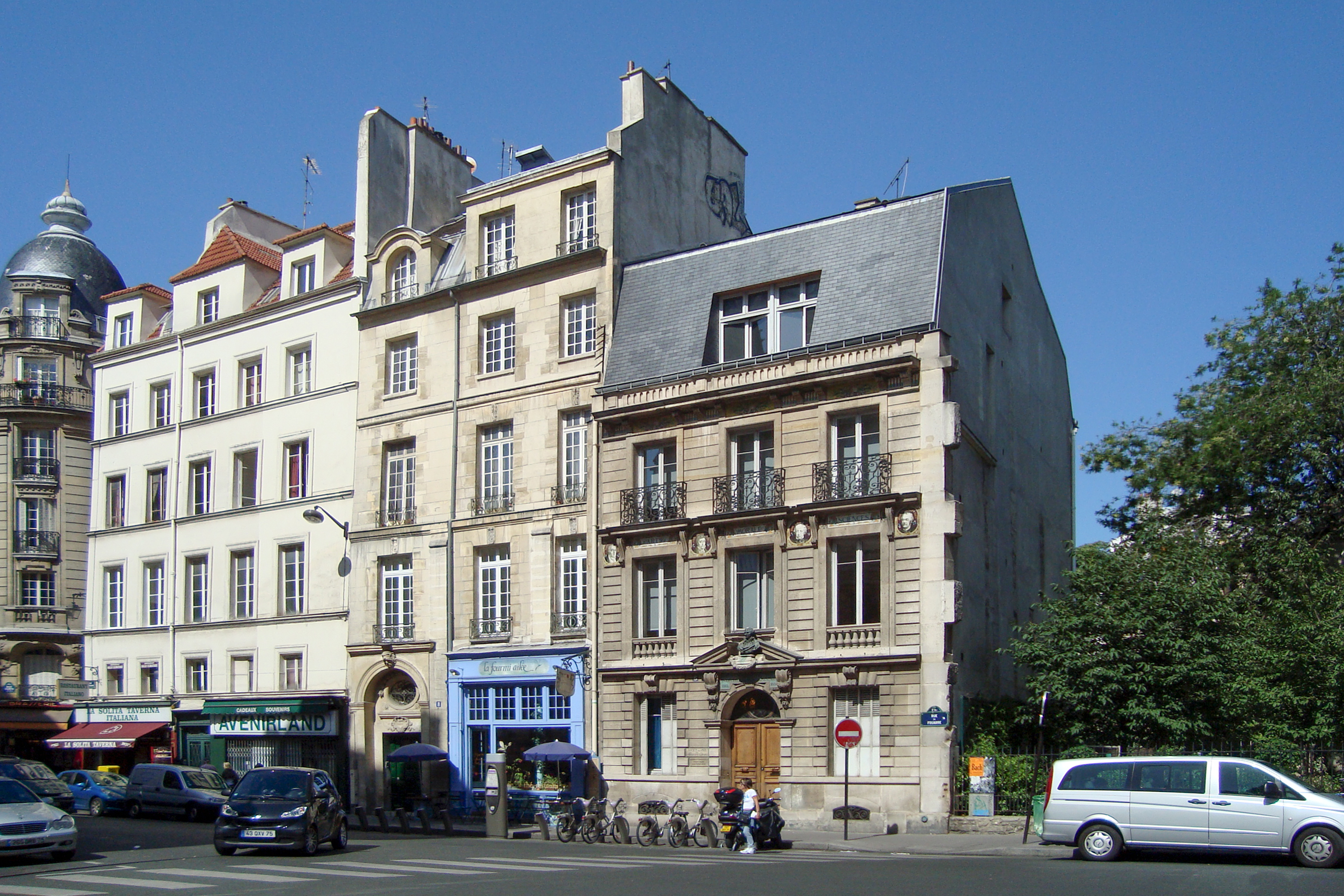
Rue du Fouarre

- Rue du Fer-à-Moulin
- Rue des Feuillantines
- Rue Flatters
- Rue des Fossés-Saint-Bernard
- Rue des Fossés-Saint-Jacques
- Rue des Fossés-Saint-Marcel
- Rue du Fouarre
- Rue Frédéric-Sauton
- Rue Fustel-de-Coulanges

### G

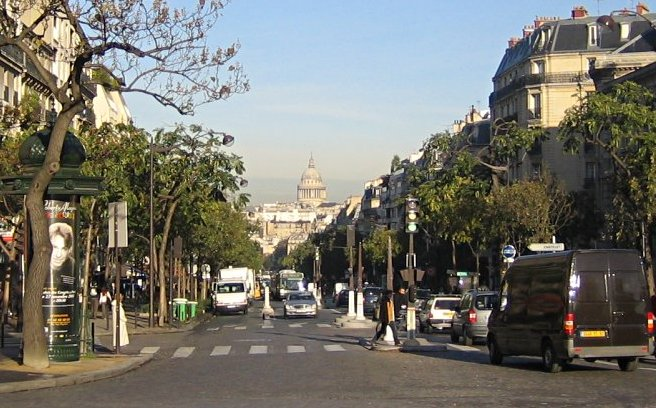
Avenue des Gobelins und Panthéon

- Voie G/5
- Rue Galande
- Rue Gay-Lussac
- Rue Geoffroy-Saint-Hilaire
- Avenue Georges-Bernanos
- Rue Georges-Desplas
- Avenue des Gobelins
- Rue Gracieuse
- Rue des Grands-Degrés
- Rue du Gril
- Rue Guy-de-La-Brosse

### H

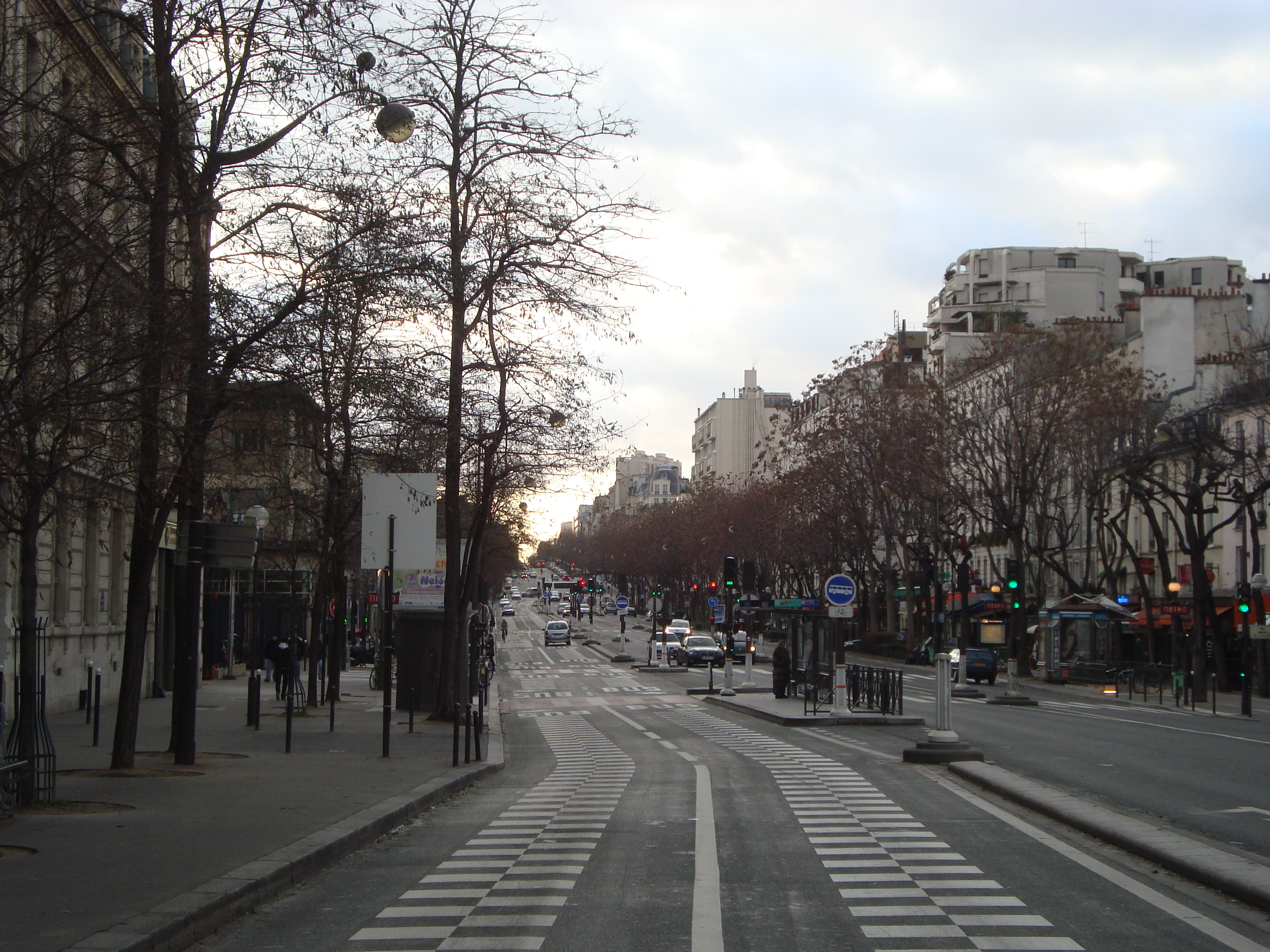
Boulevard de l’Hôpital

- Voie H/5
- Rue de la Harpe
- Rue du Haut-Pavé
- Rue Henri-Barbusse
- Boulevard de l’Hôpital
- Rue de l’Hôtel-Colbert
- Rue de la Huchette

### I
- Rue des Irlandais

### J

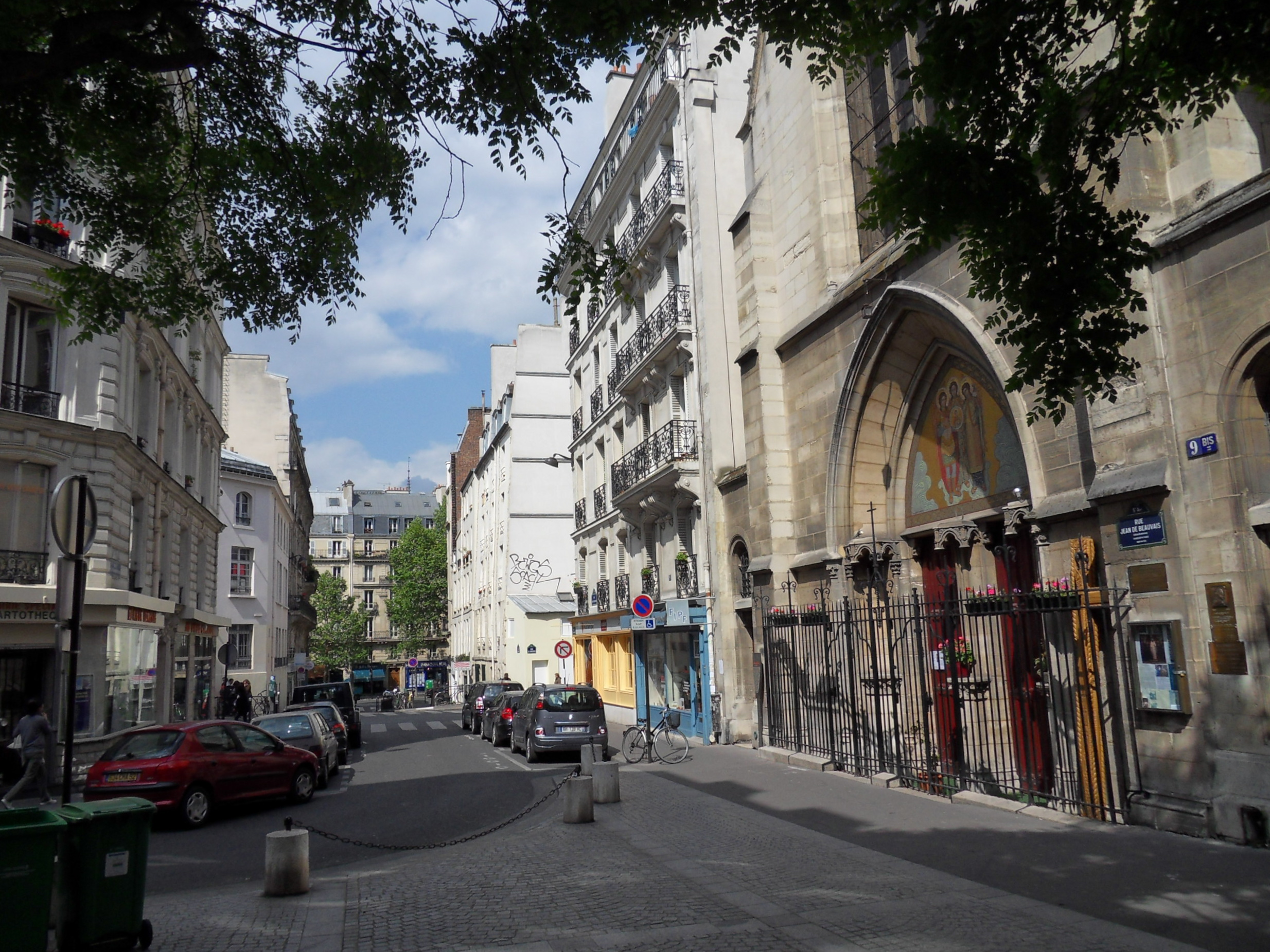
Rue Jean-de-Beauvais und die Kirche Saints-Archanges

- Rue Jacques-Henri-Lartigue
- Passage Jaillot
- Rue Jean-Calvin
- Rue Jean-de-Beauvais
- Place Jussieu
- Rue Jussieu

### L

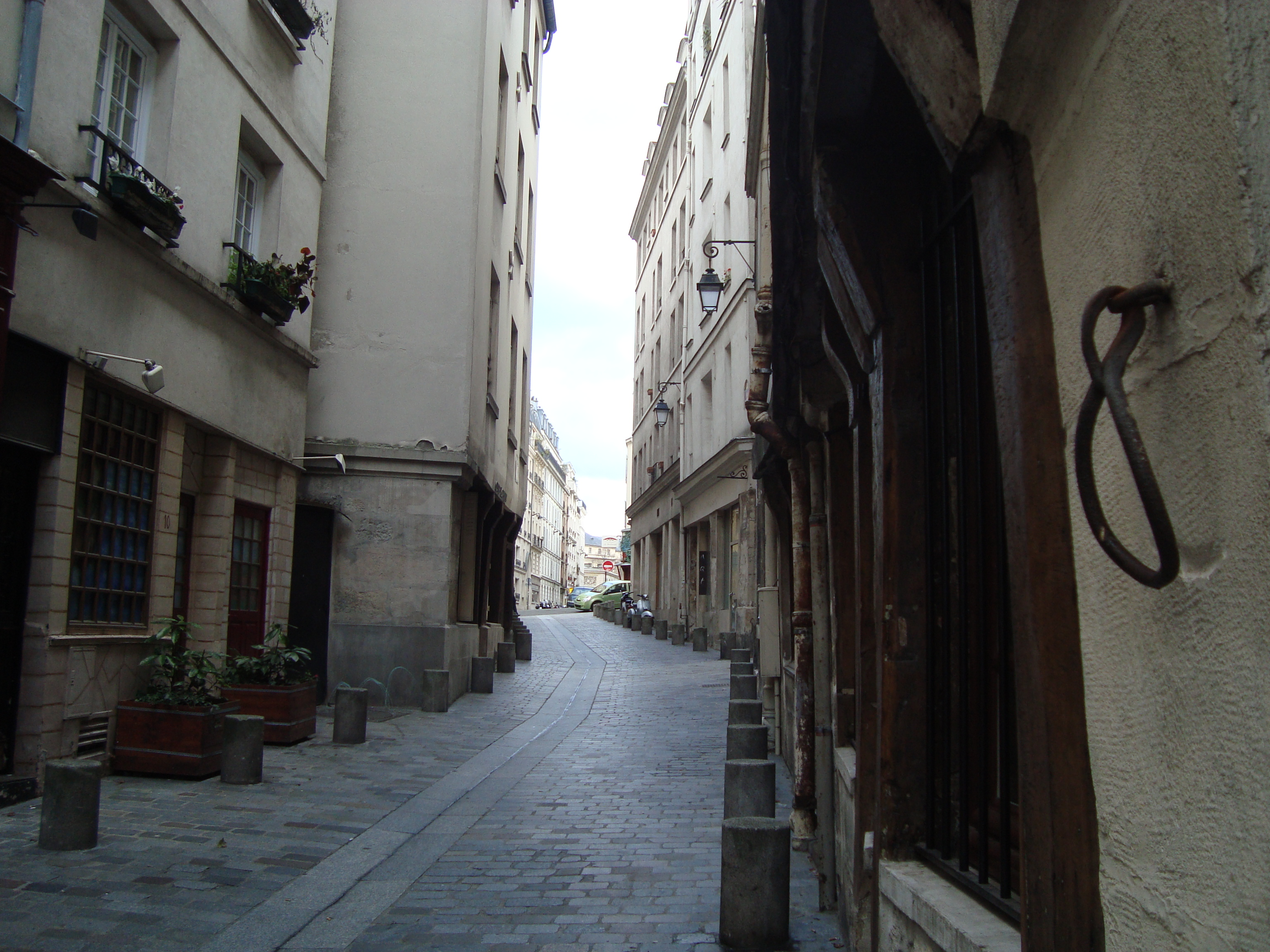
Rue de Lanneau

- Rue Lacépède
- Rue Lagarde
- Square Lagarde
- Rue Lagrange
- Rue de Lanneau
- Rue Laplace
- Rue Laromiguière
- Rue Larrey
- Rue de Latran
- Rue Le Goff
- Rue Lhomond
- Rue Linné
- Place Louis-Marin
- Rue Louis-Thuillier
- Place Lucien-Herr
- Rue des Lyonnais

### M
- Rue Maître-Albert
- Rue Malebranche
- Rue Malus
- Place Marcelin-Berthelot
- Impasse du Marché-aux-Chevaux
- Rue du Marché-des-Patriarches
- Impasse Maubert
- Place Maubert
- Passage Maurel
- Place Maurice-Audin
- Rue de Mirbel
- Place Mohammed-V
- Place Monge
- Rue Monge

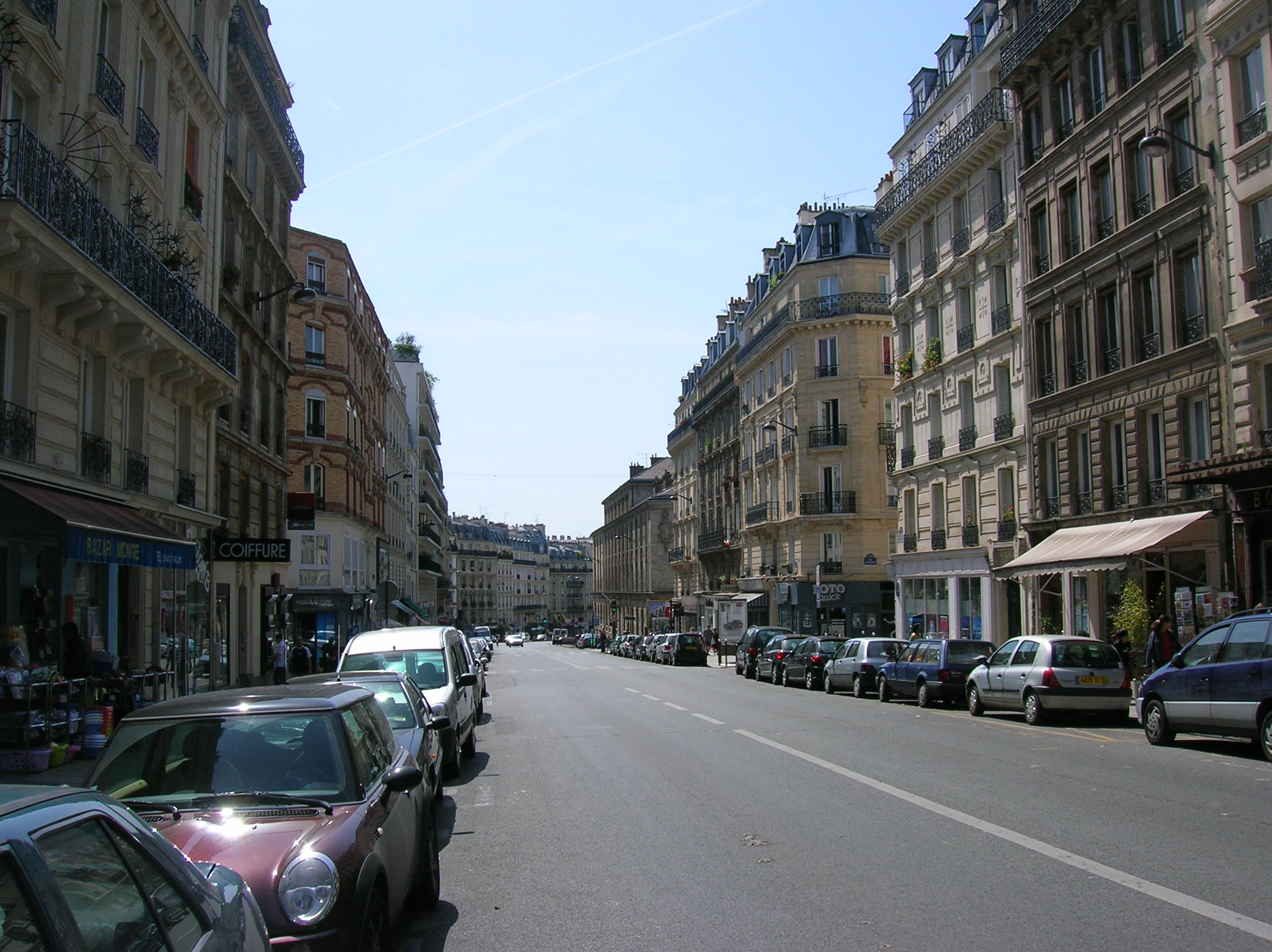
Rue Monge

- Rue de la Montagne-Sainte-Geneviève
- Port de Montebello
- Quai de Montebello
- Rue Mouffetard
- Square de la Mutualité

### N
- Rue de Navarre
- Rue Nicolas-Houël (nach Nicolas Houel)

### O
- Avenue de l’Observatoire
- Rue Ortolan

### P

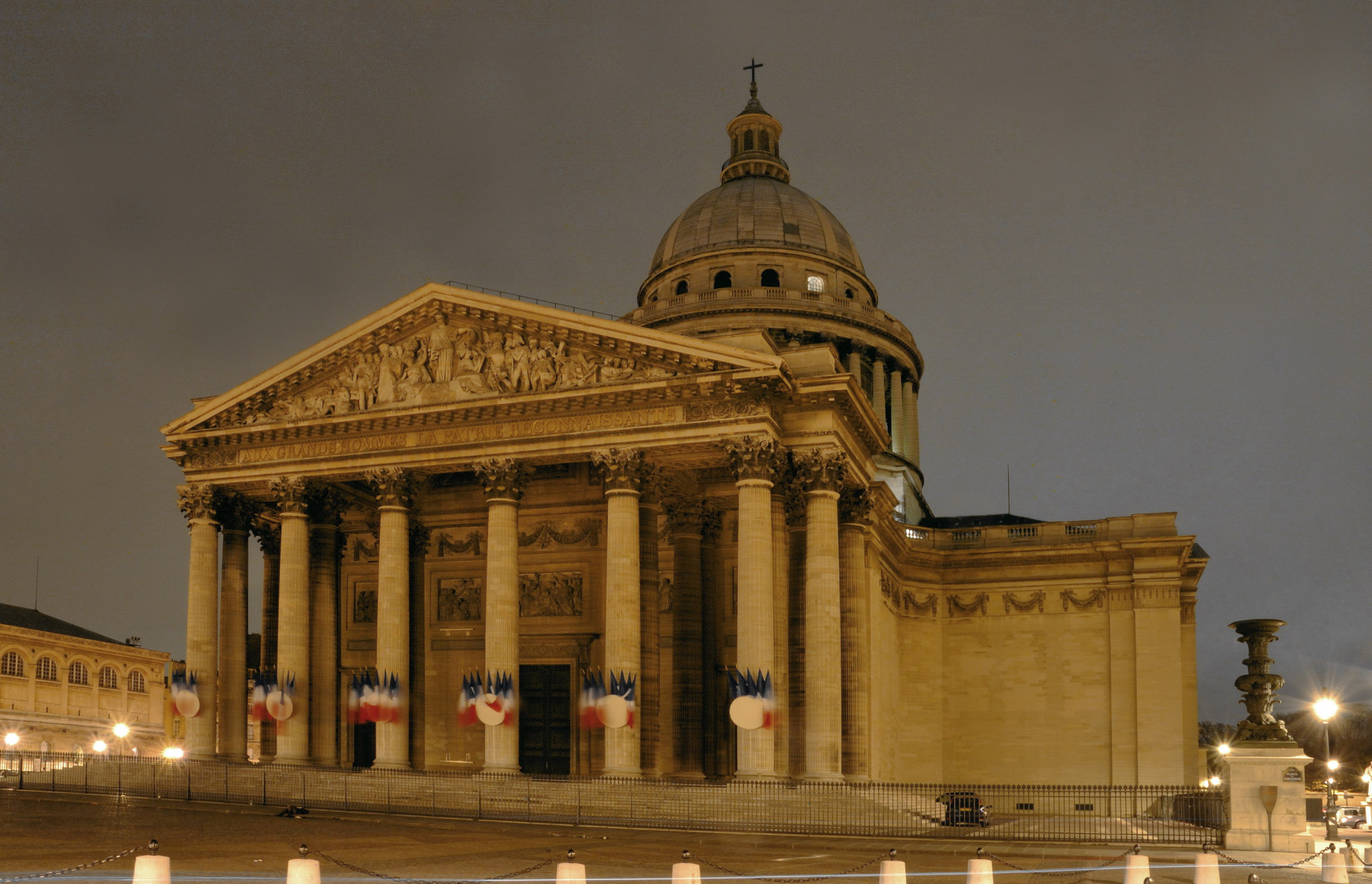
Place du Panthéon

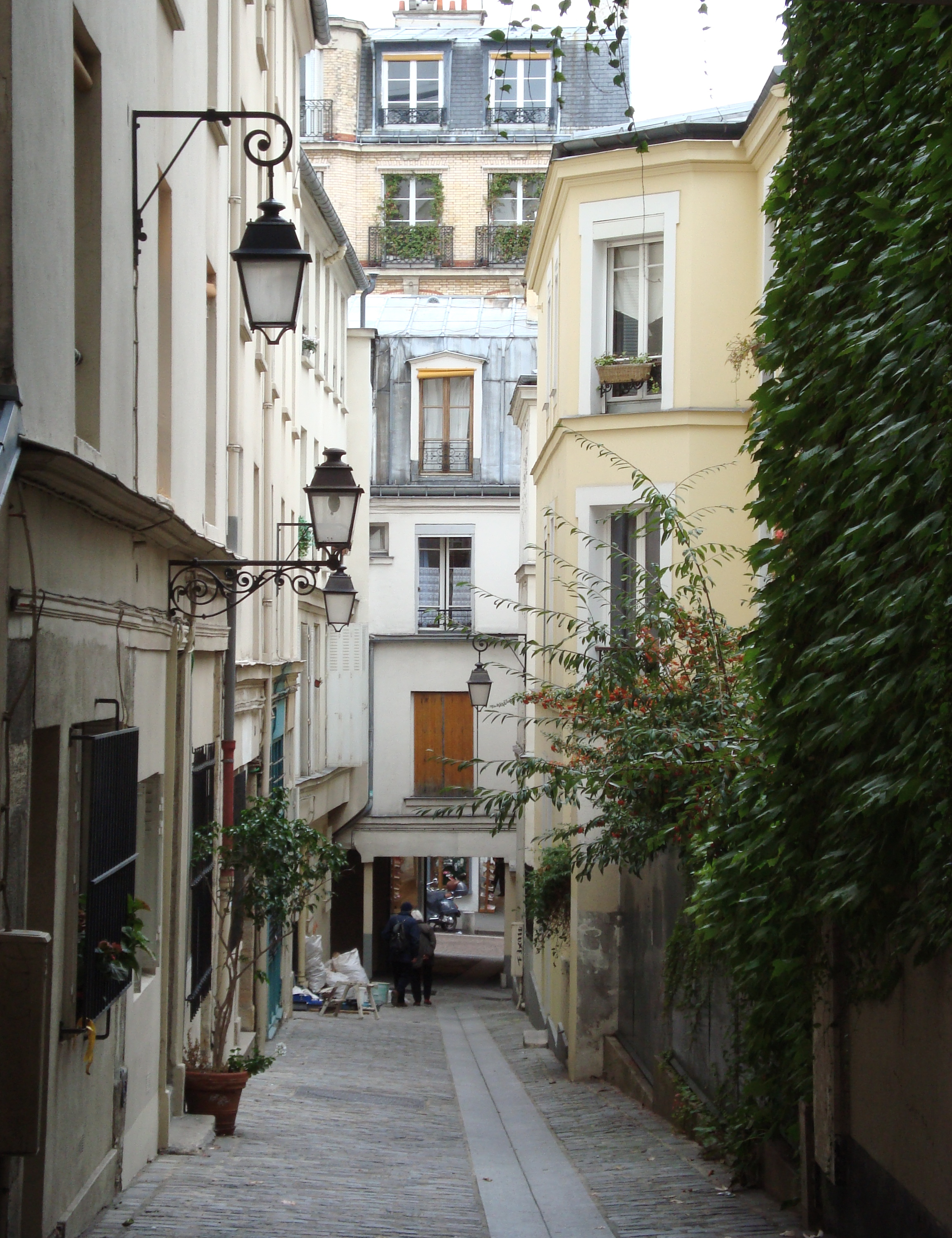
Passage des Postes

- Place P/5
- Rue Paillet
- Place du Panthéon
- Rue de la Parcheminerie
- Rue Pascal
- Passage des Patriarches
- Rue des Patriarches
- Place Paul-Painlevé
- Rue du Père-Teilhard-de-Chardin
- Rue Pestalozzi
- Rue du Petit-Moine
- Place du Petit-Pont
- Rue du Petit-Pont
- Rue Pierre-Brossolette
- Rue Pierre-et-Marie-Curie
- Place Pierre-Lampué
- Rue Pierre-Nicole
- Rue de Poissy
- Rue Poliveau
- Petit-Pont
- Rue de Pontoise
- Boulevard de Port-Royal
- Passage des Postes
- Rue du Pot-de-Fer
- Rue des Prêtres-Saint-Séverin
- Place du Puits-de-l’Ermite
- Rue du Puits-de-l’Ermite

### Q
- Rue de Quatrefages

### R
- Rue Rataud
- Promenade René-Capitant
- Rue Rollin
- Impasse Royer-Collard
- Rue Royer-Collard

### S

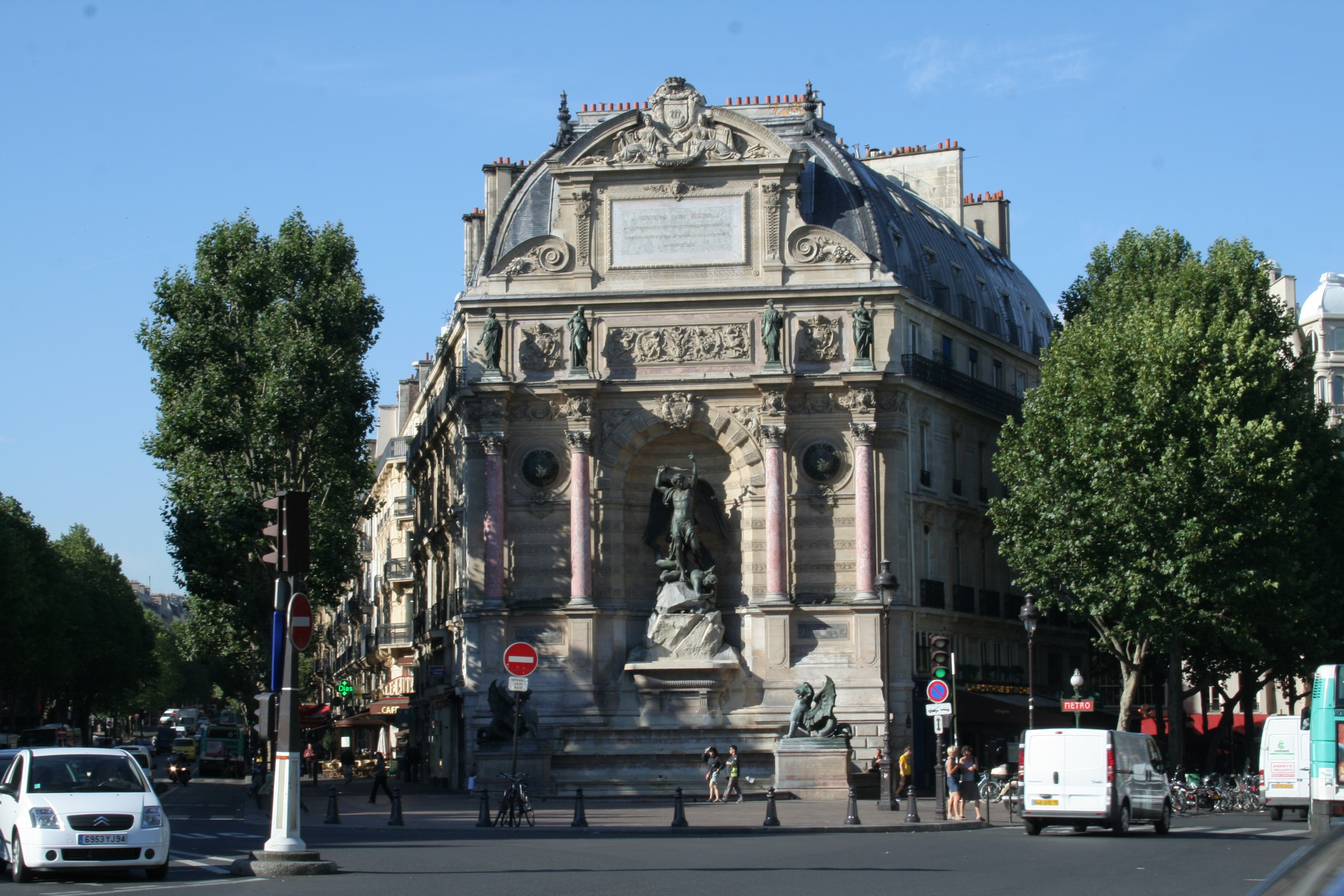
Place Saint-Michel

- Port Saint-Bernard
- Quai Saint-Bernard
- Place Sainte-Geneviève
- Rue Saint-Étienne-du-Mont
- Boulevard Saint-Germain
- Rue Saint-Jacques
- Rue Saint-Julien-le-Pauvre
- Boulevard Saint-Marcel
- Rue Saint-Médard
- Pont Saint-Michel
- Boulevard Saint-Michel
- Place Saint-Michel
- Quai Saint-Michel
- Rue Saint-Séverin
- Rue Saint-Victor
- Impasse Salembrière
- Rue Santeuil
- Rue Scipion
- Passage de la Sorbonne
- Place de la Sorbonne
- Rue de la Sorbonne
- Rue Soufflot
- Pont de Sully

### T
- Rue Thénard
- Rue Thouin
- Rue Toullier
- Rue Tournefort
- Pont de la Tournelle
- Port de la Tournelle
- Quai de la Tournelle
- Rue des Trois-Portes

### U
- Rue d’Ulm
- Rue des Ursulines

### V

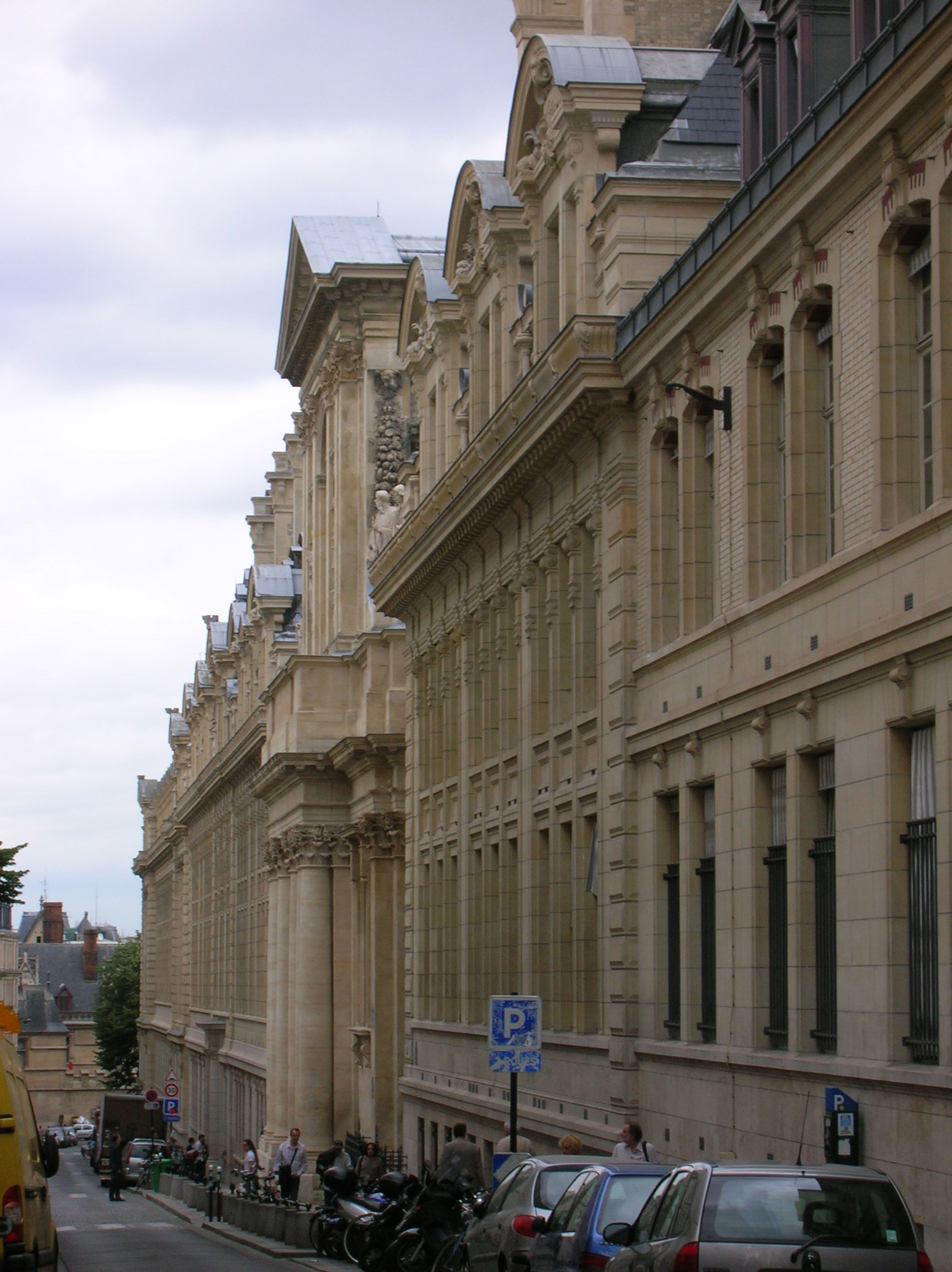
Rue Victor-Cousin und die Sorbonne

- Rue du Val-de-Grâce
- Rue de Valence
- Rue Valette
- Place Valhubert
- Rue Vauquelin
- Square Vermenouze
- Rue Vésale
- Rue Victor-Cousin

### X
- Rue Xavier-Privas